# Wolffia neglecta
Wolffia neglecta là một loài thực vật có hoa trong họ Ráy (Araceae). Loài này được Landolt miêu tả khoa học đầu tiên năm 1994.